# Vollenhovia pwidikidika
Vollenhovia pwidikidika é uma espécie de formiga do gênero Vollenhovia, pertencente à subfamília Myrmicinae.